# Ndebele
Matabelerne er en gren af zuluerne, som deltes fra Shaka tidligt i 1820'erne under ledelse af Mzilikazi, en tidligere general i Shakas armé. De er nu kendt som ndebele eller amandebele. De kalder sig selv amahlabezulu, som betyder "stikkere af zulu". Navnet stammer fra den voldelige deling fra zuluerne.
I senere år er ndebelebefolkningen i Zimbabwe faldet pga. gukurahundi, et folkemord som blev udført af regeringen i Zimbabwe,[kilde mangler] og på grund af migration til særligt Sydafrika efter job som følge af gukurahundi og den økonomiske krise i Zimbabwe efter 2000.
Mange, som identificerer sig som ndebeler, er af anden oprindelse som shona, ncuber, moyoer osv. Kalanga, venda, nambia og tonga er forskellige grupper med egen identitet. Før 1650 var matabele-regionen centrum for et folk, som blev kaldt rozvi af moyo-klanen med deres administrative center ved Khami (Zhame). De fleste af disse folk blev optaget i matabele.